# Kanton Outreau
Kanton Outreau (francouzsky Canton d'Outreau) je francouzský kanton v departementu Pas-de-Calais v regionu Hauts-de-France. Tvoří ho 11 obcí.
Před reformou kantonů 2014 ho tvořily dvě obce.

## Obce kantonu
od roku 2015:
- Condette
- Dannes
- Équihen-Plage
- Hesdigneul-lès-Boulogne
- Hesdin-l'Abbé
- Isques
- Nesles
- Neufchâtel-Hardelot
- Outreau
- Saint-Étienne-au-Mont
- Saint-Léonard

před rokem 2015:
- Équihen-Plage
- Outreau